# Heterogorgia verrilli
Heterogorgia verrilli is een zachte koraalsoort uit de familie Plexauridae. De koraalsoort komt uit het geslacht Heterogorgia. Heterogorgia verrilli werd in 1905 voor het eerst wetenschappelijk beschreven door Thomson & Henderson. 